# ZwCl 1358+6245
ZwCl 1358+6245 (abbreviato "ZwCl 1358+62") è un ammasso di galassie situato nella costellazione del Dragone alla distanza di circa 3,7 miliardi di anni luce.
È costituito da circa 235 galassie.
L'ammasso con la sua forza di gravità crea un effetto di lente gravitazionale permettendo di visualizzare galassie remote situate alle sue spalle.

## Galleria d'immagini

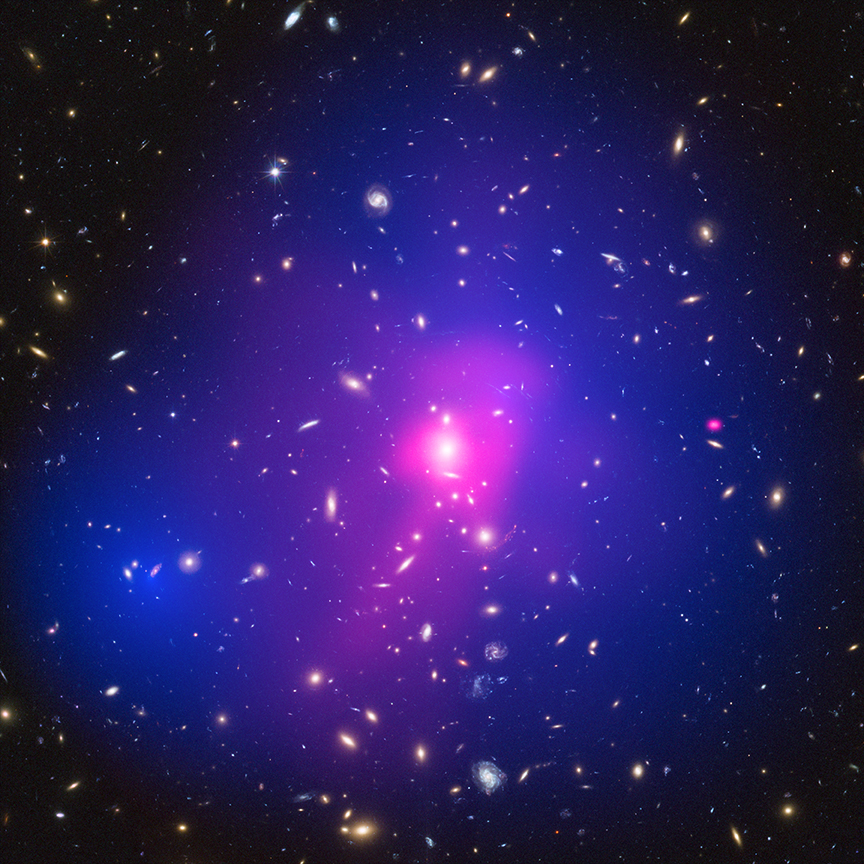
ZwCl 1358+6245 - Immagine composita: raggi X (Chandra), ottica (Hubble)
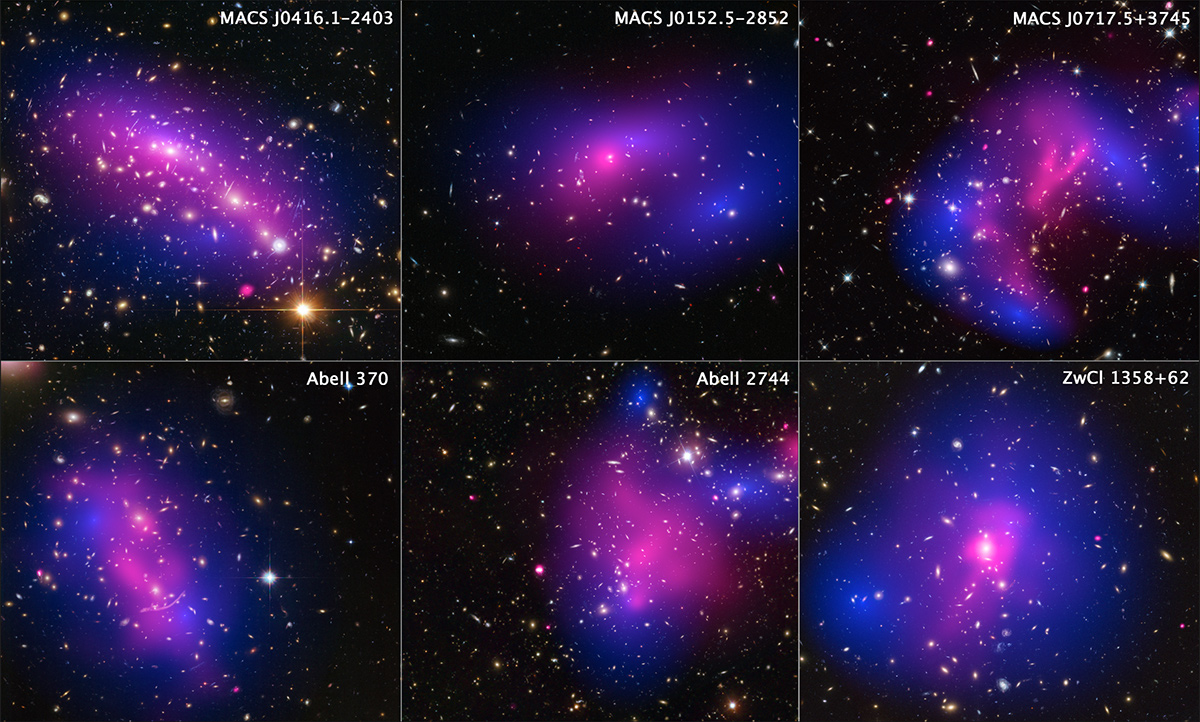
Sei ammassi di galassie e la materia oscura (Telescopi Spaziali Hubble e Chandra)